# Split (pel·lícula)
|  | No s'ha de confondre amb la ciutat Split. |

Split és un thriller estatunidenc escrit, coproduït i dirigit per M. Night Shyamalan, estrenat l'any 2017. Es tracta d'un spin-off de Unbreakable, perquè David Dunn, interpretat per Bruce Willis, efectua un cameo en una escena postcrèdits. S'ha subtitulat al català.
El film és protagonitzat per James McAvoy, Anya Taylor-Joy i Betty Buckley. El film ha rebut crítiques generalment positives i és un èxit comercial al box-office. Ha recaptat 276 milions de dòlars en l'àmbit mundial i més de 138 milions de dòlars a Amèrica del Nord recuperant doncs àmpliament el seu pressupost de 9 milions de dòlars.

## Argument
Kevin té un trastorn dissociatiu de la identitat. Ha ja tret 23 personalitats, amb atributs físics diferents per cadascuna, segons la seva psiquiatra, la doctora Fletcher. Una d'aquestes «identitats» resta enterrada al més profund d'ell. Aviat es manifestarà i ocuparà el lloc sobre tots els altres. Empès a segrestar tres adolescents, entre les quals la jove Casey, tan determinada com perspicaç, Kevin esdevé la seva ànima i la seva carn, la llar d'una guerra que lliuren les seves múltiples personalitats, mentre que les divisions que regnaven fins llavors al seu subconscient es trenquen en mil trossos.

## Repartiment
- James McAvoy: Kevin Wendell Crumb
- Anya Taylor-Joy: Casey Cooke
- Betty Buckley: Dr. Karen Fletcher
- Jessica Sula: Marcia
- Haley Lu Richardson: Clara Benoit
- Brad William Henke: John, l'oncle de Casey
- Sebastian Arcelus: M. Cooke
- Neal Huff: M. Benoit
- Kim Director: Hannah
- Izzie Coffey: Casey, a 5 anys
- Ann Wood: la veïna
- M. Night Shyamalan: Jai
- Bruce Willis: David Dunn (cameo)

## Producció

### Gènesi i desenvolupament
L'agost de 2015 es va anunciar que M. Night Shyamalan dirigiria pròximament un nou thriller basat en un guió que també va signar. Per escriure el seu guió, s'inspira en Billy Milligan, un estatunidenc detingut per violació al final dels anys 1970 i jutjat no responsable dels seus crims pel seu Trastorn dissociatiu de la identitat. El director explica haver estat fascinat per aquesta història i per la patologia de Billy Milligan: «Amb el disturbi dissociatiu de la identitat, cada personalitat creu en la seva pròpia existència, al 100 %. Si una d'elles està persuadida de ser diabètica o tenir colesterol, el seu cos pot quedar-ne afectat? (...) Personalment, crec que sí. I si l'una de les personalitats creu que posseeix poders sobrenaturals? Que passa llavors?» 
El director produeix el film amb Jason Blum i Marc Bienstock, ja junts en el seu film precedent, The Visit. El 27 d'octubre de 2015, Universal Pictures s'associa al repartiment del film que portarà el títol de Split.
M. Night Shyamalan confessarà que el personatge de Kevin estava en un principi inclòs al guió d'Unbreakable, però que va ser retirat de la versió final. Reutilitza alguns passatges a Split.

### Repartiment dels papers

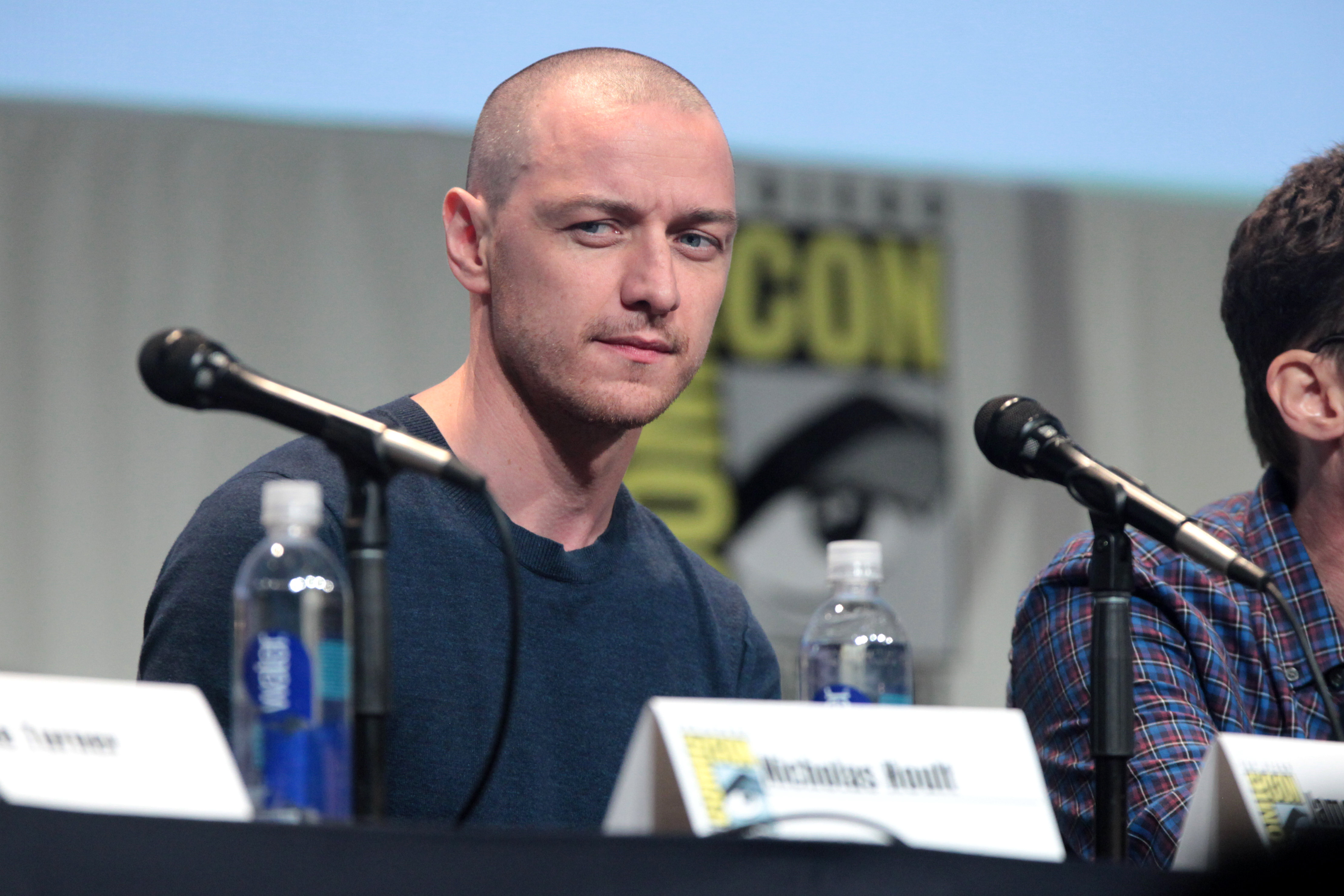
James McAvoy, el 2015

Joaquin Phoenix inicialment havia de fer el paper principal i així retrobar M. Night Shyamalan, després de Signs (2002) i El Poble (2004). És finalment reemplaçat per James McAvoy. L'octubre de 2015 Anya Taylor-Joy, Betty Buckley, Jessica Sula i Haley Llegit Richardson s'uneixen al repartiment.

### Rodatge
El rodatge comença l'11 de novembre de 2015 a Filadèlfia, Pennsylvània. Després del final oficial del rodatge, els reshoots tenen lloc el juny del 2016, com destaca Betty Buckley en el seu compte Instagram. El rodatge ha tingut lloc als estudis Sun Center.
Split ha rebut crítiques generalment positives, en el lloc Rotten Tomatoes, el film va rebre una nota de 78%, basada en 210 parers, amb una nota mitjana de 6,4⁄10. A Metacritic, el film va rebre una nota de 62⁄100, basada en 47 critiques. A Allociné, el film va rebre una nota de 3,7⁄5, basada en 27 critiques.

## Escena postcrèdits i continuació
El film s'acaba amb l'aparició de Bruce Willis, que torna amb el seu personatge de David Dunn present a Unbreakable (2000). Això situa llavors els dos films en el mateix univers narratiu. M. Night Shyamalan ha hagut de demanar autorització per utilitzar el personatge a Walt Disney Pictures, que té els drets d'Unbreakable. El director s'ha reunit amb el PDG de Walt Disney Pictures, Sean Bailey. Han trobat un gentlemen's agreement que estipula que Shyamalan pot utilitzar el personatge, però que Disney haurà de ser implicat en la producció d'una eventual continuació. La implicació de Bruce Willis va ser la més secreta possible. L'escena va ser tallada en les projeccions test davant un públic.
M. Night Shyamalan va expressar les seves ganes de realitzar un tercer film en aquest univers narratiu comú. El director espera poder muntar aquest projecte i confessa haver començat a escriure'l. Explica d'altra banda l'escena final de Split, que fa l'enllaç amb Unbreakable, on David Dunn comprèn finalment que hi ha gent amb súpers-poders, com li hi havia revelat Elijah Price (Samuel L. Jackson) a Unbreakable. Disney, societat productora d'Unbreakable via la seva filial Touchstone Pictures, hauria de col·laborar amb Universal per aquest film. Més tard, M. Night Shyamalan va anunciar que aquest tercer film, titulat Glass, està previst per 2019.